# Atmore (Alabama)
 Denne artikel omhandler byen Atmore (Alabama). Der er også andre byer med dette navn, se Atmore (flertydig).
Atmore er en by i den sydvestlige del af staten Alabama i USA. Den er den største by i det amerikanske county Escambia County. Byen har 8.391 (2020) indbyggere. Den blev grundlagt i 1907 .